# Christensenella hongkongensis
Christensenella hongkongensis (tidigare Catabacter hongkongensis ) är en grampostiv kockobacill som först beskrevs 2007 då den isolerats från patienter i Hongkong och Kanada. Även om C. hongkongensis därefter har påträffats i blododlingar från patienter runt om i världen, såsom Sydkorea, Nya Zeeland, Sverige, Frankrike och Italien är bakterien ett relativt sällsynt odlingsfynd och få infektioner hos människa finns beskrivna i litteraturen.  Bakteremi orsakad av C. hongkongensis är förknippad med dålig prognos och dödligheten har rappoterats vara upp till 50 %.
C. hongkongensis är en strikt anaerob bakterie som på blodagar växer med små, hemolytiska kolonier. Bakterien är katalaspositiv men negativ för indol.